# Yemalogi Welele
Yemalogi Welele (également connu sous le nom de « Yemalogi Welel » ou « Yama Logi Welel ») est un woreda de l'ouest de l'Éthiopie situé dans la zone Kelam Welega de la région Oromia. Il a 51 392 habitants en 2007 et son centre administratif est Tejo.
Le woreda Yemalogi Welele est bordé dans la zone Kelam Welega par Dale Wabera, Hawa Gelan, Sayo, Anfillo, Gidami et Jimma Horo.
Il reprend la partie nord de l'ancien woreda Hawa Welele.
Tejo, se trouve au sud du mont Tulu Welel, environ 45 km au nord de Dembi Dolo.
Au recensement national de 2007, le woreda compte 51 392 habitants dont 3 % de citadins qui sont les 1 605 habitants de Tejo.
La majorité des habitants du woreda (54 %) sont protestants, 24 % sont orthodoxes et 22 %  sont musulmans.
En 2022, la population du woreda est estimée à 72 933 personnes avec une densité de population de 128 personnes par km2 et 569 km2 de superficie.